# جاویدان (فیلم ۱۹۵۴)
جاویدان (به هندی: Amar) فیلمی محصول سال ۱۹۵۴ و به کارگردانی محبوب خان است. در این فیلم بازیگرانی همچون مدهوبالا، دیلیپ کومار، نیممی، جایانت و مراد ایفای نقش کرده‌اند.